# Bohdan Lewandowski
Bohdan Lewandowski (ur. 29 czerwca 1926 w Ostrołęce, zm. 25 marca 2013) – polski dyplomata, w latach 1960–1966 stały przedstawiciel PRL przy Organizacji Narodów Zjednoczonych, zastępca sekretarza generalnego ONZ w latach 1972–1983.

## Życiorys
Syn nauczyciela z Ostrołęki. W 1944 roku ukończył I Państwowe Gimnazjum i Liceum im. Stefana Batorego w Warszawie. W latach 1945–1948 był członkiem PPR, od 1948 roku należał do PZPR. W 1946 zatrudniony w konsulacie PRL w Pittsburghu, następnie jako attaché konsularny w ambasadzie w Waszyngtonie. Po powrocie do MSZ specjalizował się w tematyce brytyjskiej i amerykańskiej. Współpracownik ministra Adama Rapackiego, propagował na forum międzynarodowym plan rozbrojeniowy Rapackiego. Po wydarzeniach marca 1968 zrezygnował wraz z Rapackim z pracy w MSZ i został doradcą ds. zagranicznych w KC PZPR. Po odejściu Gomułki od władzy został mianowany dyrektorem generalnym w MSZ. W 1972 na wniosek Kurta Waldheima, sekretarza generalnego ONZ, został jego zastępcą. Funkcję tę pełnił do 1983.
17 grudnia 1981 roku Bohdan Lewandowski, pozostający w kontakcie z wicepremierem PRL Mieczysławem Rakowskim, z inicjatywy Richarda Pipesa, doradcy prezydenta USA, spotkał się z papieżem Janem Pawłem II w Watykanie. Spotkanie miało na celu przekazanie informacji o sytuacji w Polsce po wprowadzeniu stanu wojennego Janowi Pawłowi II i politykom zachodnim. Jego efektem był list Jana Pawła II do Wojciecha Jaruzelskiego z dnia 18 grudnia 1981 roku, w którym papież apelował o "powrót do metod pokojowego dialogu" i "zakończenie stanu wojennego".
Po negocjacjach przy Okrągłym Stole został członkiem Komitetu Obywatelskiego przy Lechu Wałęsie.

## Odznaczenia
- Krzyż Oficerski Orderu Odrodzenia Polski
- Order Sztandaru Pracy II klasy,
- Złoty Krzyż Zasługi
- Srebrny Krzyż Zasługi[4].

## Wybrane publikacje
- Jan Barcz, Jan Baszkiewicz, Wiesław Chrzanowski, Bohdan Lewandowski, Tadeusz Pieronek, Ryszard Stemplowski, Jerzy Wiatr: Etyka dyplomacji. Warszawa: PISM, 2002, s. 90. ISBN 83-915767-8-7.